# Fall (geometri)
Fall är inom geometri och geodesi det samma som lutning, alltså kvoten mellan höjdskillnad och horisontell längd:
{\displaystyle F={\dfrac {\Delta z}{L}}}
där 
F = Geometiskt fall (-)
Δz = Geodetisk höjdskillnad (m)
L = Längd (m)